# Danh sách câu lạc bộ bóng đá ở Gambia
Đây là danh sách các câu lạc bộ bóng đá ở Gambia.
Về danh sách đầy đủ, xem Thể loại:Câu lạc bộ bóng đá Gambia

## A
- Africell Football Club
- Armed Forces Football Club

## B
- Banjul Hawks
- Brikama United

## G
- GAMTEL Football Club
- Gambia Ports Authority Football Club

## I
- Interior FC

## R
- Real de Banjul

## S
- Samger Football Club
- Sea View Football Club
- Steve Biko Football Club

## W
- Wallidan